# Malaja Purga
Malaja Purga (in russo Малая Пурга?; in lingua udmurta: Пичи Пурга) è un villaggio che si trova nella Repubblica Autonoma dell'Udmurtia, in Russia. È il centro amministrativo del distretto Malopurginskij.
L'insediamento è situato nel sud della Repubblica, a 35 km da Iževsk..